# Сервил
Сервил (фр. Cerville) је насеље и општина у североисточној Француској у региону Лорена, у департману Мерт и Мозел која припада префектури Нанси.
По подацима из 2011. године у општини је живело 589 становника, а густина насељености је износила 71,92 становника/km². Општина се простире на површини од 8,19 km². Налази се на средњој надморској висини од 250 метара (максималној 289 m, а минималној 216 m).

## Демографија
| 1962. | 1968. | 1975. | 1982. | 1990. | 1999. | 2011. |
| ----- | ----- | ----- | ----- | ----- | ----- | ----- |
| 147   | 158   | 192   | 449   | 493   | 547   | 589   |

График промене броја становника у току последњих година